# Die Kreuzritter (Film)
Die Kreuzritter (DVD-Titel: Die letzte Schlacht der Kreuzritter) ist ein polnischer Monumentalfilm aus dem Jahr 1960. Die Verfilmung des gleichnamigen Romans von Henryk Sienkiewicz mit dem Originaltitel Krzyżacy hatte am 2. September 1960 in den polnischen Kinos ihre Premiere.

## Handlung
Die Filmhandlung beginnt am 15. Juli 1410 in der Schlacht bei Tannenberg (Grunwald) zwischen Grünenfelde (Grunwald) und Tannenberg mit der strikten Forderung Hochmeisters Ulrich von Jungingens an König Władysław II. Jagiełło von Polen-Litauen sowie Großfürst Witold, um Leben und Tod zu kämpfen. Es folgt eine Rückblende vor das Jahr 1407: Kreuzritter des Deutschen Ordens reiten mit verhafteten polnischen Kaufleuten aus Płock im Auftrag ihres Komturs Siegfried von Löwe singend und siegessicher durch die masowischen Wälder des polnischen Grafen Jurand von Spychów, der sich ihnen mit seinen Gefolgsleuten in den Weg stellt. Er verlangt die Freilassung seiner polnischen Landsleute, die nur Mehl aus der Mühle geholt hatten. Seit dem Zusammenschluss Polens und Litauens im Jahr 1386 zur sogenannten Adelsrepublik Polen-Litauen häuften sich solche Provokationen des Deutschen Ordens: Kaufleute aus Litauen wurden daran gehindert, nach Polen zu kommen, und polnische Kaufleute daran, nach Litauen zu gelangen, wo sie Handel betreiben wollten. Die Ordensritter des Komtur Siegfried von Löwe an der Grenze des Deutschen Ordens zum polnischen Masowien nehmen nun den Widerstand Graf Jurands zum Anlass, seine Ländereien in Brand zu stecken, seine Burg zu überfallen und seine Frau zu ermorden. Ihre Tochter Danusia entgeht dem Angriff. Graf Jurand schwört Rache.
Die Herzogin Anna Danuta von Masowien, auf dem Weg nach Krakau zu König Władysław Jagiełło, hält Rast mit ihren Hofleuten in einem Gutshof, in dem zufällig auch Maćko von Bogdaniec und sein Neffe Zbyszko von Bogdaniec einkehren – beide sind litauische Ritter des Großfürsten Witold. Im Gefolge der masowischen Herzögin befindet sich auch die Tochter ihres Vasallen Graf Jurand, Danusia. Als Zbyszko sie singen hört, verliebt er sich in sie und bittet sofort die Herzogin, um die Hand der Sängerin und leistet nach deren Einwilligung das ritterliche Gelübde, u. a. die Wiederherstellung der Ehre ihrer Familie, indem er einen Deutschordensritter tötet. Der Einladung König Władysław Jagiełłos folgend, reisen alle weiter nach Krakau, doch Zbyszko, besessen von seinem hochtrabenden Eid, will diesen bei erstbester Gelegenheit erfüllen, und greift den Großkomtur Kuno von Lichtenstein an, der jedoch ein Gesandter des Hochmeisters Konrad von Jungingen auf dem Weg von Marienburg (Malbork) nach Krakau ist und der als solcher auch unter dem Schutz des polnischen Königs steht. Zbyszko ist nun zum Tode verurteilt, verweigert sich jedoch aus ritterlicher Überzeugung aller möglichen Auswege wie Verkleidung und Flucht, bis er vor dem Scharfrichter steht. Dort wird er in letzter Minute dank eines alten polnischen Volksbrauchs gerettet: Danusia legt Zbyszko ein weißes Tuch über und erklärt öffentlich, sie wolle seine Ehefrau sein. Dem Brauch entsprechend, findet die Verlobung sofort statt. Alle reisen ab.
Die Empörung des Komturs Siegfried von Löwe samt seinen Ordensrittern über die ganze Spychów-Sippschaft des an die deutschen Ordensgebiete angrenzenden Masowien ist jetzt so übergroß, dass sie die Entführung Danusias planen, um Graf Jurand zu demütigen. Ein Ordensritter, Fulko de Lorche aus Lothringen, der mit diesem Vorhaben nicht übereinstimmt, wird kurzerhand erstochen und im Wald liegengelassen. Mit einer Finte locken sie zuerst Danusia fort und erpressen dann Jurand, der sie nur unter Erfüllung zahlreicher erniedrigender Bedingungen wiedersehen soll. Obgleich er alles davon erfüllt und sich nach Szczytno auf die Ortelsburg begibt und dort vorstellig wird, geben die Ritter ihm seine Tochter trotzdem nicht wieder, woraufhin er im Zorn ein Schwert entwendet und ein Massaker anrichtet. Erst als zehn Deutschordensritter gefallen sind, kann er überwunden werden. Komtur Siegfried von Löwe schickt seinen „Sohn“, den Ordensbruder Rotgier, zum Fürsten Janusz I. von Masowien, um diesen über die Verfehlungen Jurands zu informieren und dessen Besitz Spychów für den Orden zu beanspruchen, verstrickt sich bei der Frage nach dem Verbleibt Danusias allerdings in Widersprüche. Daraufhin wirft Rotgier den Fehde-Handschuh für jeden, der an den Aussagen des Ordens zweifelt. Zbyszko, auch vor Ort, ergreift den Handschuh, erwidert die Herausforderung und schlägt sich im Beisein von Fürst Janusz I. im Kampf mit dem Ordensmann, wodurch er nicht nur die Ehre der Adelsfamilie von Spychów, sondern auch deren Besitz rettet. Erschüttert vom Tod seines  „Sohns“ Rotgier im Duell lässt Komtur Siegfried von Löwe den gefangenen Grafen Jurand von Spychów aufs Schlimmste schänden, indem er ihn blendet, die Augen zunäht, die Zunge abschneidet, die rechte Hand abhackt und wieder heim ins polnisch-masowische Spychów schickt.
Zbyszko von Bogdaniec reitet währenddessen zusammen mit Fulko de Lorche, dem lothringischen Ordensritter, der das Attentat überlebt hat und das Komplott gegen Jurand bezeugen kann, zu König Władysław Jagiełło in Krakau, um von der Heimtücke des Deutschordens zu berichten. Der König, gerade neue Meldungen zur massiven Hinderung seiner Kaufleute am Betreiben ihres Handels erhaltend, lässt auf Zbyszkos Klage hin erste Vorbereitungen zum Krieg treffen, ordnet aber ausdrücklich an, alle Maßnahmen zur friedlichen Lösung des Konflikts vorzuziehen. Als Gesandte des Königs reisen Zbyszko und Fulko de Lorche nun am 30. März 1407 nach Marienburg zum Hochmeister Konrad von Jungingen auf die Deutschordensburg und tragen diesem ihre Klage vor. Doch ehe sich der Hochmeister um das Problem kümmern kann, stirbt er eines natürlichen Todes und warnt in seinen letzten Worten vor einem Krieg mit Polen-Litauen, der des Deutschen Ordens sicherer Untergang sei. Sein Bruder Ulrich von Jungingen wird als Nachfolger des Hochmeisters gewählt, der im Amt sofort den Krieg gegen das Heidentum in Litauen anordnet und auch gegen das polnische Volk, die als Komplizen des litauischen Heidentums keine wahren Christen seien. 
Zbyszko kann mithilfe eines Spions unter den Ordensmännern, eines Reliquienverkäufers, und mit Kämpfern aus Litauen herausfinden, wo die Besatzung der Ortelsburg und somit auch Danusia sich aufhalten, überfällt das Versteck und trifft dort seine Verlobte wieder, die jedoch aufgrund der harschen Gefangenschaftsbedingungen seelisch krank geworden ist und ihn nicht wiedererkennt. Sie und Komtur von Löwe, der sie mit sich genommen hatte, werden nach Spychów gebracht. Danusia kommt dort allerdings nicht mehr lebend an. Dennoch übt der verstümmelte Jurand keine Rache an seinem Peiniger, sondern lässt diesen zum Entsetzen aller anderen frei. Kurz darauf erhängt sich der Komtur.
Im Jahr 1409 übergibt der neue Hochmeister des Deutschordens Polen-Litauen offiziell den Fehdebrief und damit die Kriegserklärung, die am 15. Juli 1410 zu der Schlacht bei Tannenberg (Grunwald) führt. Beide Seiten haben ein großes Heer mit vielfältiger Unterstützung aus anderen Ländern vorzuweisen, auf Seiten der Polen-Litauer sind etwa auch Russen und Tataren vorhanden. Während auf polnischer Seite mit äußerster Zurückhaltung und Vorsicht vorgegangen wird, regiert auf der Seite des Ordens die Ungeduld des unerfahrenen Hochmeisters. Die überlegenen Taktiken der Polen geben am Ende den Ausschlag für ihren Sieg. Während Ulrich von Jungingen selbst den Tod findet, werden die erbeuteten Fahnen vor König Władysław Jagiełło niedergelegt.

## Hintergrund
Der Film wurde am 15. Juli 1960 veröffentlicht, am 550. Jahrestag der Schlacht bei Tannenberg (Grunwald). Er war der polnische Vorschlag zur Oscarverleihung 1961, wurde jedoch nicht in die Liste der Nominierten aufgenommen. In den USA lief der Film ab Januar 1962 unter dem Titel Black Cross. In Deutschland wurde er ab dem 29. Dezember 1961 in den Kinos der DDR aufgeführt. Am 12. Februar 2009 wurde der Film in Deutschland unter dem Titel Die letzte Schlacht der Kreuzritter in einer 174-minütigen Fassung auf DVD veröffentlicht.

## Kritik
Das Lexikon des internationalen Films sah einen „episch breite[n] Monumentalfilm, der politische und soziale Zusammenhänge jener Zeit akribisch rekonstruiert. Pathos und Melodramatik der patriotischen Erbauungsgeschichte werden durch meisterhafte Kameraarbeit und Farbkompositionen weitgehend relativiert.“